# 林灝
林灝（1400年—？），字弘端，浙江台州府黃巖縣人，民籍，明朝政治人物。

## 生平
宣德四年（1429年）己酉科浙江鄉試第三十七名舉人，八年（1433年）中式癸丑科會試第八十一名，二甲第八名進士。

## 家族
曾祖林與性；祖父林行本；父林聞禮。